# Prvenstvo NDH u nogometu 1943.

Prvenstvo Nezavisne Države Hrvatske u nogometu 1943. pod nazivom "Natjecanje u hrvatskom državnom razredu" je bilo treće po redu nogometno natjecanje u Nezavisnoj Državi Hrvatskoj koje je organizirao Hrvatski nogometni savez.

## Natjecateljski sustav
Natjecanje je odigrano u 4. natjecateljska kruga. U prvom izlučnom krugu odigrano je 7 regionalnih natjecanja iz kojih se u 2. krug plasiralo 10 momčadi, te izravno u 3. krug 4 momčadi. U 2. krugu su momčadi bile podijeljene u 4 skupine, a pobjednici skupina plasirali su se u 3. krug (četvrtzavršnicu). Pobjednici četvrtzavršnice plasirali su se u završnu skupinu u kojoj su dvokružnim liga sustavom međusobno odlučili o prvaku natjecanja.

## Rezultati i učinak

### 1. krug
| Regionalna prvenstvena natjecanja                                                              | momčadi koje su izborile plasman u daljnje natjecanje | izboreni natjecateljski krug |
| ---------------------------------------------------------------------------------------------- | ----------------------------------------------------- | ---------------------------- |
| Zagreb I. razred prvenstva Zagreba 1942./43.                                                   | 1. hrvatski građanski športski klub (Zagreb)          | 3. krug                      |
| Zagreb I. razred prvenstva Zagreba 1942./43.                                                   | HŠK Concordia (Zagreb)                                | 3. krug                      |
| Zagreb I. razred prvenstva Zagreba 1942./43.                                                   | HAŠK (Zagreb)                                         | 3. krug                      |
| Zagreb I. razred prvenstva Zagreba 1942./43.                                                   | HŠK Ličanin (Zagreb)                                  | 2. krug                      |
| Područje župa u okolici Zagreba Prvenstvo provincije Zagrebačkog nogometnog dosaveza 1942./43. | Zagorac (Varaždin)                                    | 2. krug                      |
| Osijek                                                                                         | HŠK Građanski (Osijek)                                | 3. krug                      |
| Osijek                                                                                         | HŠK Hajduk (Osijek)                                   | 2. krug                      |
| Područje župa u okolici Osijeka                                                                | HŠK Bata (Borovo)                                     | 2. krug                      |
| Zemun                                                                                          | HŠK Zemun (Zemun)                                     | 2. krug                      |
| Banja Luka                                                                                     | HŠK Hrvoje (Banja Luka)                               | 2. krug                      |
| Banja Luka                                                                                     | HBŠK (Banja Luka)                                     | 2. krug                      |
| Sarajevo                                                                                       | SAŠK (Sarajevo)                                       | 2. krug                      |
| Sarajevo                                                                                       | HŠK Gjerzelez (Sarajevo)                              | 2. krug                      |
| Područje župa u okolici Sarajeva                                                               | HŠK Tomislav (Zenica)                                 | 2. krug                      |

### 2. krug

#### A skupina
| rezultatska križaljka | ZEM | BOR |
| --------------------- | --- | --- |
| HŠK Zemun (Zemun)     | ZEM | 1:0 |
| HŠK Bata (Borovo)     | 3:4 | BOR |

| mj | naziv kluba       | uta | pob | neo | izg | pop | prp | bod |
| -- | ----------------- | --- | --- | --- | --- | --- | --- | --- |
| 1. | HŠK Zemun (Zemun) | 2   | 2   | 0   | 0   | 5   | 3   | 4   |
| 2. | HŠK Bata (Borovo) | 2   | 0   | 0   | 2   | 3   | 5   | 0   |

#### B skupina
| rezultatska križaljka   | HAJ | HRV | HBŠ |
| ----------------------- | --- | --- | --- |
| HŠK Hajduk (Osijek)     | HAJ | 4:0 | 4:1 |
| HŠK Hrvoje (Banja Luka) | 2:1 | HRV | 2:0 |
| HBŠK (Banja Luka)       | 0:6 | 0:2 | HBŠ |

| mj | naziv kluba             | uta | pob | neo | izg | pop | prp | bod |
| -- | ----------------------- | --- | --- | --- | --- | --- | --- | --- |
| 1. | HŠK Hajduk (Osijek)     | 4   | 3   | 0   | 1   | 15  | 3   | 6   |
| 2. | HŠK Hrvoje (Banja Luka) | 4   | 3   | 0   | 1   | 6   | 5   | 6   |
| 3. | HBŠK (Banja Luka)       | 4   | 0   | 0   | 4   | 1   | 14  | 0   |

#### C skupina
| rezultatska križaljka    | SAŠ   | TOM | GJE |
| ------------------------ | ----- | --- | --- |
| SAŠK (Sarajevo)          | SAŠ   | 6:0 | 2:1 |
| HŠK Tomislav (Zenica)    | 2:2   | TOM | 2:1 |
| HŠK Gjerzelez (Sarajevo) | 0:3 * | 2:1 | GJE |

- Napomena*: Rezultat utakmice bez borbe

| mj | naziv kluba              | uta | pob | neo | izg | pop | prp | bod |
| -- | ------------------------ | --- | --- | --- | --- | --- | --- | --- |
| 1. | SAŠK (Sarajevo)          | 4   | 3   | 1   | 0   | 13  | 2   | 7   |
| 2. | HŠK Tomislav (Zenica)    | 4   | 1   | 1   | 2   | 5   | 11  | 3   |
| 3. | HŠK Gjerzelez (Sarajevo) | 4   | 1   | 0   | 3   | 3   | 8   | 2   |

#### D skupina
| rezultatska križaljka | LIČ | ZAG |
| --------------------- | --- | --- |
| HŠK Ličanin (Zagreb)  | LIČ | 4:0 |
| Zagorac (Varaždin)    | 1:2 | ZAG |

| mj | naziv kluba          | uta | pob | neo | izg | pop | prp | bod |
| -- | -------------------- | --- | --- | --- | --- | --- | --- | --- |
| 1. | HŠK Ličanin (Zagreb) | 2   | 2   | 0   | 0   | 6   | 1   | 4   |
| 2. | Zagorac (Varaždin)   | 2   | 0   | 0   | 2   | 1   | 6   | 0   |

### 3. krug
| četvrtzavršnica                                                    | prva utakmica | uzvratna utakmica | ukupno |
| ------------------------------------------------------------------ | ------------- | ----------------- | ------ |
| HŠK Zemun (Zemun) - HAŠK (Zagreb)                                  | 2:1           | 0:4               | (2:5)  |
| 1. hrvatski građanski športski klub (Zagreb) - HŠK Hajduk (Osijek) | 7:1           | 4:0               | (11:1) |
| HŠK Concordia (Zagreb) - SAŠK (Sarajevo)                           | 3:0 *         | 0:0               | (3:0)  |
| HŠK Ličanin (Zagreb) - HŠK Građanski (Osijek)                      | 1:1           | 4:1               | (5:2)  |

- Napomena*: Rezultat utakmice bez borbe

### 4. krug
| rezultatska križaljka                        | GRA | HAŠ | CON | LIČ |
| -------------------------------------------- | --- | --- | --- | --- |
| 1. hrvatski građanski športski klub (Zagreb) | GRA | 3:0 | 6:1 | 3:1 |
| HAŠK (Zagreb)                                | 1:2 | HAŠ | 3:2 | 8:0 |
| HŠK Concordia (Zagreb)                       | 0:3 | 3:4 | CON | 3:2 |
| HŠK Ličanin (Zagreb)                         | 1:8 | 0:2 | 1:1 | LIČ |

| mj | naziv kluba                                  | uta | pob | neo | izg | pop | prp | bod |
| -- | -------------------------------------------- | --- | --- | --- | --- | --- | --- | --- |
| 1. | 1. hrvatski građanski športski klub (Zagreb) | 6   | 6   | 0   | 0   | 25  | 4   | 12  |
| 2. | HAŠK (Zagreb)                                | 6   | 4   | 0   | 2   | 18  | 10  | 8   |
| 3. | HŠK Concordia (Zagreb)                       | 6   | 1   | 1   | 4   | 10  | 19  | 3   |
| 4. | HŠK Ličanin (Zagreb)                         | 6   | 0   | 1   | 5   | 5   | 25  | 1   |

## Prvaci
Prvi hrvatski građanski športski klub (Zagreb): Franjo Glaser, Miroslav Brozović, Ernest Dubac, Branko Pleše, Ivan Jazbinšek, Gustav Lechner, Zvonimir Cimermančić, Franjo Wölfl, August Lešnik, Milan Antolković, Mirko Kokotović (trener: Márton Bukovi)

## Najbolji strijelac
Franjo Wölfl (Građanski Zagreb) 12 pogodaka